# Карп отмороженный
«Карп отморо́женный» — российский трагикомедийный фильм режиссёра Владимира Котта, снятый по одноимённой повести Андрея Таратухина. Главные роли исполняют Марина Неёлова, Евгений Миронов и Алиса Фрейндлих.
Мировая премьера фильма состоялась 26 июня 2017 года в основном конкурсе Московского международного кинофестиваля, где он получил приз зрительских симпатий. В России фильм вышел в широкий прокат 18 января 2018 года. Лауреат премии «Золотой орёл» (2018) за лучшую женскую роль второго плана (Алиса Фрейндлих).

## Сюжет
Пенсионерке Елене Михайловне, бывшей учительнице, живущей в небольшом посёлке, врач ставит неутешительный диагноз. И прогноз самый неблагоприятный: смерть может наступить в любой момент. Не желая беспокоить сына, имеющего успешный бизнес в городе, она досрочно берётся за организацию собственных похорон и поминок.

## В ролях
- Марина Неёлова — Елена Михайловна Никифорова
- Евгений Миронов — Олег, сын Елены Михайловны
- Алиса Фрейндлих — Людмила Борисовна Баранова, подруга Елены Михайловны
- Сергей Пускепалис — Сергей Анисимов, патологоанатом
- Наталья Суркова — Галина Дорменеева, регистратор ЗАГСа
- Александр Баширов — гробовщик
- Татьяна Рассказова — Фаина Павловна

## Призы и номинации
- Номинация на Азиатско-Тихоокеанскую кинопремию[3]
- 2017 — 2-й Уральский открытый фестиваль российского кино (Екатеринбург)[4] — Специальный приз жюри за лучший сценарий (Дмитрий Ланчихин и Андрей Таратухин)
- 2017 — XV Международный кинофестиваль стран Азиатско-Тихоокеанского региона «Меридианы Тихого» (Владивосток) — приз зрительских симпатий за лучший российский фильм
- 2017 — 25-й фестиваль русского кино в Онфлёре — приз за лучшую женскую роль (Марина Неёлова)[5]
- 2018 — премия «Золотой орёл» за лучшую женскую роль второго плана (Алиса Фрейндлих) и номинация на премию за лучшую женскую роль (Марина Неёлова)
- 2018 — номинация на премию «Ника» за лучшую женскую роль в кино (Марина Неёлова) и за лучшую женскую роль второго плана (Алиса Фрейндлих)
- 2018 — первый открытый фестиваль популярных киножанров «Хрустальный источникъ» (Ессентуки) — приз «За лучшую женскую роль» (Марина Неёлова)[6][7]